# Pokolj u Nadinu 19. studenoga 1991.
Pokolj u Nadinu je bio srpski ratni zločin iz doba srpsko-crnogorske agresije na Hrvatsku. 
Izvela ga je JNA 19. studenoga 1991. godine. Napravila ga je dan nakon što su velikosrbi poklali Hrvate u Škabrnji i na Ovčari.
Zadarska policija je 16. lipnja 2011. podigla je kaznene prijave protiv Tripka Čečovića, zapovjednika 180. motorizirane pješačke benkovačke brigade vojske t.zv. RSK te Zorana Lakića, zapovjednika Teritorijalne obrane Benkovca zbog ratnog zločina. Optužnicom ih se tereti da su kao zapovjednici postrojba bivše JNA i Teritorijalne obrane naredili oružano napasti Nadin. 
Za posljedicu je imalo 14 ubijenih hrvatskih civila u Nadinu. Preživjeli seljani su protjerani, a imovina je zapaljena ili opljačkana.

## Vanjske poveznice
- Zadarski list Čečović i Lakić krivci za zločine u Nadinu?, 17. lipnja 2011.
- HIC  Arhivirana inačica izvorne stranice od 1. rujna 2016. (Wayback Machine)
- Politička scena.com  Arhivirana inačica izvorne stranice od 22. srpnja 2011. (Wayback Machine) Planovi velikosrpskog agresora 1991. - analiza i rekonstrukcija (mnoštvo skeniranih izvornih zemljovida)
- Nadin